# Cydistomyia danutae
Cydistomyia danutae är en tvåvingeart som beskrevs av Trojan 1991. Cydistomyia danutae ingår i släktet Cydistomyia och familjen bromsar.
Artens utbredningsområde är Nya Kaledonien. Inga underarter finns listade i Catalogue of Life.